# Uduba madagascariensis
Uduba madagascariensis és una espècie d'aranyes araneomorfes de la família dels udúbids (Udubidae). Fou descrita per primera vegada per Vinson el 1863, amb el nom d' Olios madagascariensis. Eugène Simon, el 1880, la denominà amb el seu nom actual, Uduba madagascariensis.
És una espècie endèmica de Madagascar. El seu nom d'espècie, compost de madagascar(i) i del sufix llatí -ensis («que viu a»), li ha estat donat en referència al lloc on fou descoberta, Madagascar.